# 尹清
尹清（?—?），明朝驸马都尉，华阴人。
尹清其先华阴人，在扬州卫为武官。洪武二十七年八月十六日（1394年9月11日），明太祖以尹清为驸马都尉，尚第十四皇女含山公主。公主被太祖钟爱，赐予特盛。公主为尹清生下两个儿子。尹清在建文初年，掌管后军都督府事，先于公主去世。卒赠光禄大夫。天顺六年九月二十六日（1462年10月18日），公主去世，享寿八十二岁。